# Joaquín Baeza y Nieto
Joaquín Baeza y Nieto (Santa Cruz de Tenerife, 1827-Pontevedra, 1891) fue un político y periodista español.

## Biografía
Nacido el 27 de enero de 1827 en Santa Cruz de Tenerife. Dedicado a la política, desempeñó, entre otros cargos, el de director de la Gaceta de Madrid, además de obtener escaño de diputado por Pontevedra en las Cortes constituyentes de 1854. En Pontevedra fue redactor de La Constancia (1860) y de El Progreso (1865). Durante el Sexenio Democrático, volvió a ser diputado, en las Cortes constituyentes de 1869, de nuevo por Pontevedra, además de senador por la provincia de Pontevedra en 1872.Falleció el 23 de julio de 1891 en Campolongo.